# Eugène de Beauharnais
Eugène de Beauharnais, francoski general, * 1781, † 1824.
Bil je Napoleonov posinovljenec. 
1. 1 2 3 4  Record #118727834 // Gemeinsame Normdatei — 2012—2016.
2. 1 2  data.bnf.fr: platforma za odprte podatke — 2011.
3. 1 2  Katalog Nemške nacionalne knjižnice